# Nyírkarász
Nyírkarász là một thị trấn thuộc hạt Szabolcs-Szatmár-Bereg, Hungary. Thị trấn này có diện tích 41,43 km², dân số năm 2010 là 2333 người, mật độ 56 người/km².